# Загорское (Черняховский район)
Заго́рское (до 1938 года — Пелленинкен (нем. Pelleninken); в 1938—1946 годах — Штригенгрунд (нем. Strigengrund)) — посёлок в Черняховском районе Калининградской области. Является административным центром Калужского сельского поселения.

## География
Посёлок расположен в 24 километрах от Черняховска. Через него протекает река Загорянка.

## История
Населённый пункт относится к исторической области именем Надровия.
В 1938 году в рамках кампании по ликвидации топонимов древнепрусского («литовского») происхождения Пелленингкен (нем. Pelleningken) переименован властями Третьего рейха в Штригенгрунт (нем. Strigengrund), название сохранялось до 1946 года.
До 1945 года Пелленинкен входил в состав Восточной Пруссии, Германия. С 1945 года входил в состав РСФСР СССР. Ныне в составе России. 
В 1946 году Пелленинкен был переименован в Загорское. 12 января 1965 года был передан в Черняховский район. Являлся административным центром Загорского сельского округа. 30 июня 2008 года стал административным центром образованного в ходе административной реформы в Российской Федерации Калужского сельского поселения.

## Население
| 1910 | 1933 | 1939 | 2002 | 2010 |
| ---- | ---- | ---- | ---- | ---- |
| 402  | ↗564 | ↗624 | ↗681 | ↘516 |

## Социальная сфера

### Учреждения образования
- Средняя общеобразовательная школа

## Достопримечательности
- Фотографии Загорского Архивная копия от 14 сентября 2011 на Wayback Machine
- Братская могила советских воинов, погибших в январе 1945 года
- Лютеранская кирха (1892 года), ныне храм Святого Праведного Иоанна Крондштадского.
- Камень с надписью на немецком языке «Дуб Бисмарка 1913 год»[6]